# Cerchio (neopaganesimo)
Il rituale del cerchio (o "del cerchio magico", anche se l'aggettivo 'magico' non viene solitamente mai utilizzato) è una pratica rituale di origini molto antiche che ha avuto una riscoperta e rivalutazione nell'odierno movimento spirituale neopagano.
Si trova traccia di esso sin dai tempi dei Babilonesi e più frequentemente al tempo dei maghi cerimoniali del Medioevo e del Rinascimento, così pure in diverse tribù dei nativi d'America, con ragioni e pratiche diverse.
L'obiettivo è di creare con l'energia della mente uno spazio che divide il mondo del soprannaturale da quello materiale, ma che rimane interconnesso ad entrambi i mondi, per facilitare la concentrazione, la sacralità del rituale e la comunione con le divinità.
Questo è soprattutto l'obiettivo principale che caratterizza la religione Wicca, all'interno della quale la creazione di questo cerchio è indispensabile per operare dei rituali.

## Significato, simboli, scopi
Il cerchio rituale attinge la sua essenza simbolica all'archetipo del cerchio, simbolo di pienezza ma anche di continuità e ciclicità. La stessa forma del cerchio vuole simboleggiare armonia, completezza e perfezione, quindi uno stato di coscienza proiettato in un simbolo che, secondo anche gli studi condotti in psicoanalisi da Carl Gustav Jung, rappresenta l'archetipo dell'individuazione psichica (ossia l'affermazione del proprio Sé)..
La forma del cerchio è simbolo di armonia, di completezza e di perfezione. Nel contesto rituale, il cerchio esprime la volontà del praticante di ricreare intorno a sé uno spazio in cui richiamare energie, legate all'universo e alle sue dinamiche energetiche, necessarie al compimento dei suoi rituali. Il cerchio magico diventa, quindi, lo spazio sacro spirituale in cui compiere rituali, atti di devozione, meditazione e pratiche spirituali. Molti ritengono che l'uso del cerchio sia dovuto alla sua forma particolare: si può considerare senza inizio né fine, quindi rappresenta bene l'infinito, l'universo e il ciclo della vita che si ripete di continuo. Il cerchio rappresenterebbe la forma esteriore della sfera magica, all'interno della quale gli officianti sarebbero al sicuro da qualsiasi agente esterno.
Secondo la tradizione magica dell'Occidente l'universo, e l'energia cosmica che lo anima è divisa in cinque forme diverse:
- Terra
- Aria
- Fuoco
- Acqua
- Spirito

e sono questi elementi che in genere vengono chiamati a vigilare sulla sfera (o bolla), della quale il cerchio non è altro che l'interconnessione al piano materiale.
La tracciatura del cerchio deriva indubbiamente dalla Magia cerimoniale, dove viene utilizzato soprattutto come forma di protezione, per tenere fuori eventuali energie negative e malvagie nel corso delle evocazioni. A questo scopo protettivo però, nella Wicca e non solo, si sono aggiunti due altri scopi: la creazione di un "luogo" particolare al suo interno, un luogo di contatto ed intersezione tra i mondi, cioè tra quello umano materiale e quello del piano divino; inoltre quello di contenere e preservare le energie raccolte ed innalzate durante il rituale, che saranno così a disposizione per diversi utilizzi.

## La ritualità
I wiccan, e i neo-pagani più in generale, sono molto legati alla natura ed allo scorrere del tempo. Quindi applicano l'evoluzione naturale anche ai rituali. Nel cerchio seguono tre fasi precise:
- Il cerchio viene innalzato/tracciato e sigillato
- Operazioni rituale all'interno
- Apertura o scioglimento (il cerchio viene rimosso o lasciato naturalmente dissipare)

### Tracciatura
I praticanti ritengono che prima di creare il cerchio sia necessario pulire fisicamente e psichicamente l'area che verrà usata. Per la pulizia psichica le modalità sono svariate e dipendono dalle preferenze individuali.
Un cerchio ottimale ha un diametro di circa tre metri, viene tracciato con uno strumento rituale (athame, bacchetta magica, spada...) o con la mano. A volte il suo limite viene anche composto materialmente con sale grosso e delimitato da pietre o candele nei punti di forza.
La strega officiante deve percorrere il perimetro del cerchio, in senso orario (in inglese Deosil), recitando il rituale scelto per la creazione: vengono invocati gli elementi o le divinità o, a seconda delle proprie inclinazioni, gli angeli.
Come per tutte le operazioni magiche richiede che la volontà dell'officiante sia tesa alla visualizzazione della sfera/cerchio e la dichiarazione a voce alta, possibilmente in rima, che il cerchio è stato creato; la dichiarazione serve a mettere in guardia eventuali nemici e a ringraziare le entità che ci hanno aiutato nella creazione, è un invito a restare con l'officiante fino al termine del rituale.

### Astrale
I praticanti più esperti creano il cerchio con la visualizzazione. Essi devono vederlo nella loro mente, a questo punto lo riterranno reale.
Un metodo di visualizzazione diffuso è quello per quarti, che usa i pentagrammi. Dopo la concentrazione e la meditazione si creerebbe il cerchio con il movimento del dito.
I quarti vanno chiamati uno alla volta, a partire da quello orientale.

### Opera
È bene non abbandonare il cerchio durante il rito per evitare dispersione energetica.
In questa fase si accoglie/lgono la/le divinità di riferimento personale e si procede con l'incantesimo o con la meditazione o con il rituale, il fine cioè per cui si è creato il cerchio magico.

### Rimozione
A conclusione del rituale si procede ad un frugale banchetto, con frutti di stagione o biscotti, succo di frutta o vino, e si ringraziano le divinità accorse al rituale.
Il cerchio si può cancellare attivamente, oppure lasciare dissipare naturalmente. Nel primo caso lo si può fare percorrendolo in senso antiorario (in inglese Widdershins), partendo da uno dei quarti, visualizzando l'energia che si scioglie e si salutano gli elementi.
Lo stesso vale per la visualizzazione in astrale.
Nel caso si sia usato il sale in apertura questo verrà gettato come prodotto di scarto, quanti usano i cristalli li puliranno e li riutilizzeranno in seguito